# ジヒドロカルベオール
ジヒドロカルベオール（英: Dihydrocarveol）は、化学式C10H18Oで表される脂肪族アルコールの一種である。

## 異性体
イソプレゴールの構造異性体であり、それと同様メチル基、ヒドロキシ基、イソプロペニル基の配位の差による4つの立体異性体、そのそれぞれに光学異性体があることが知られている。市販品はジヒドロカルベオール、ネオジヒドロカルベオール、イソジヒドロカルベオール、ネオイソジヒドロカルベオールの混合体である。

## 用途
天然にはミント油などに存在する。d体はウッディ、ミンティ、フローラルノート。l体はd体よりやや劣る。ガーデニア、チューベローズなど重い感じのフローラル系調合香料、ペッパー・キャラウェイ・ミント調フレーバーなどに用いられる。最終製品における使用量は、飲料で84～500ppm、アイスクリームで300ppmほどである。